# Xanthochroa marina
Xanthochroa marina är en skalbaggsart som beskrevs av Horn 1896. Xanthochroa marina ingår i släktet Xanthochroa och familjen blombaggar. Inga underarter finns listade i Catalogue of Life.